# Władysław Dewoyno
Władysław Dewoyno (ur. 10 lipca 1915 w Moskwie, zm. 22 stycznia 1991 w Łodzi) – polski aktor teatralny i filmowy, związany przede wszystkim z teatrami Wrocławia i Łodzi.
Przed wojną studiował rolnictwo i leśnictwo na Uniwersytecie Adama Mickiewicza w Poznaniu i aktorstwo w Państwowym Instytucie Sztuki Teatralnej, które to studia przerwał wybuch wojny. Naukę kontynuował w konspiracji. Po upadku powstania warszawskiego został przez nazistów wywieziony na roboty do Niemiec. Również przed wojną współpracował jako lektor z Polskim Radiem. Miał w swoim dorobku około osiemdziesięciu ról filmowych.
Pochowany na cmentarzu Świętej Rodziny we Wrocławiu.

## Teatr
- Teatr Kameralny Domu Żołnierza w Łodzi (1945–1947)
- Teatr Ziemi Pomorskiej w Toruniu (1947–1948)
- Teatr Polski w Poznaniu (1948–1949)
- Teatr Dramatyczny we Wrocławiu (1949–1963 i 1966–1968)
- Teatr Rozmaitości we Wrocławiu (1963–1966)
- Teatr Polski we Wrocławiu (1968–1974)
- Teatr Nowy w Łodzi (1974–1982)
- Teatr im. Juliusza Słowackiego w Krakowie (1982–1984)
- Teatr im. Stefana Jaracza w Łodzi (1985–1990)

## Wybrana filmografia
- 1953: Trudna miłość, reż. S. Różewicz – brat Hanki Nalepianki
- 1957: Pętla, reż. W.J. Has – Władek, monter sieci telefonicznej
- 1958: Pigułki dla Aurelii, reż. S. Lenartowicz – Heinz, feldfebel w spelunie
- 1964: Agnieszka 46, reż. S. Chęciński – January
- 1968: Hrabina Cosel, reż. J. Antczak – Holder, szlachcic saski (odc. 1)
- 1968: Hrabina Cosel, reż. J. Antczak – Holder, szlachcic saski
- 1968: Lalka, reż. W.J. Has – Jan Machalski, przyjaciel Rzeckiego
- 1969: Znaki na drodze, reż. A. Piotrowski – magazynier w więzieniu
- 1972: Kopernik – ranny operowany przez Kopernika (odc. 2 i 3)
- 1976: Znaki szczególne, reż. R. Załuski – chłop
- 1976: Daleko od szosy, reż. Z. Chmielewski – chłop kupujący wiadro (odc. 1)
- 1981: Najdłuższa wojna nowoczesnej Europy, reż. J. Sztwiertnia – polityk niemiecki u Bismarcka (odc. 6, 7)
- 1982: Popielec, reż. R. Ber (odc. 8)
- 1983: Marynia, reż. J. Rybkowski – Julian Abdulski, urzędnik w firmie Połanieckiego
- 1985: Diabelskie szczęście, reż. F. Trzeciak – notariusz
- 1988: Niezwykła podróż Baltazara Kobera, reż. W.J. Has – pastor
- 1988: Nowy Jork, czwarta rano, reż. K. Krauze – Zawadzki
- 1990: Kramarz, reż. A. Barański – ksiądz

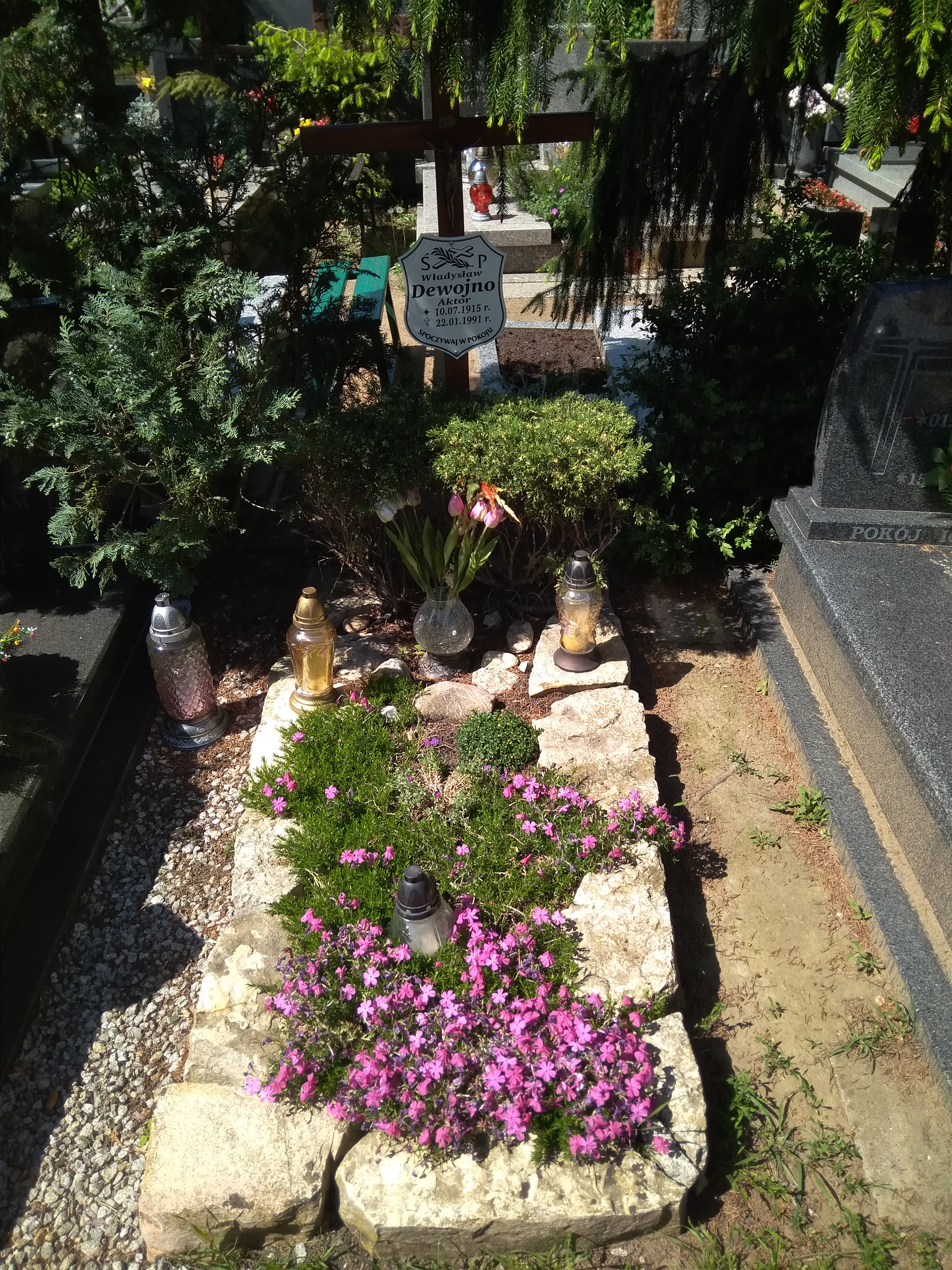
Grób Władysława Dewoyno (Dewojno) na Cmentarzu Świętej Rodziny we Wrocławiu (sektor 17, rząd 22)

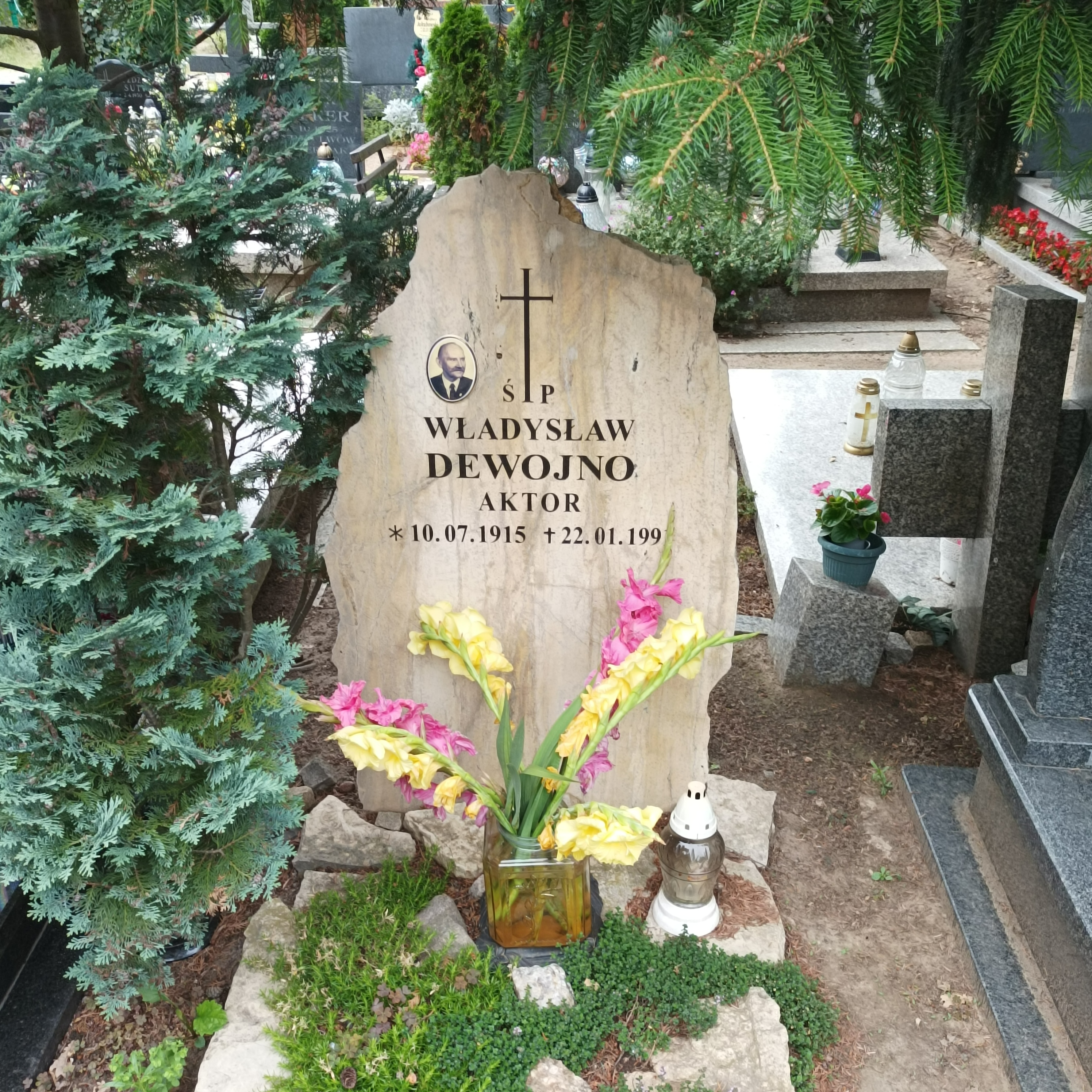
Grób w 2023